# Chiptune

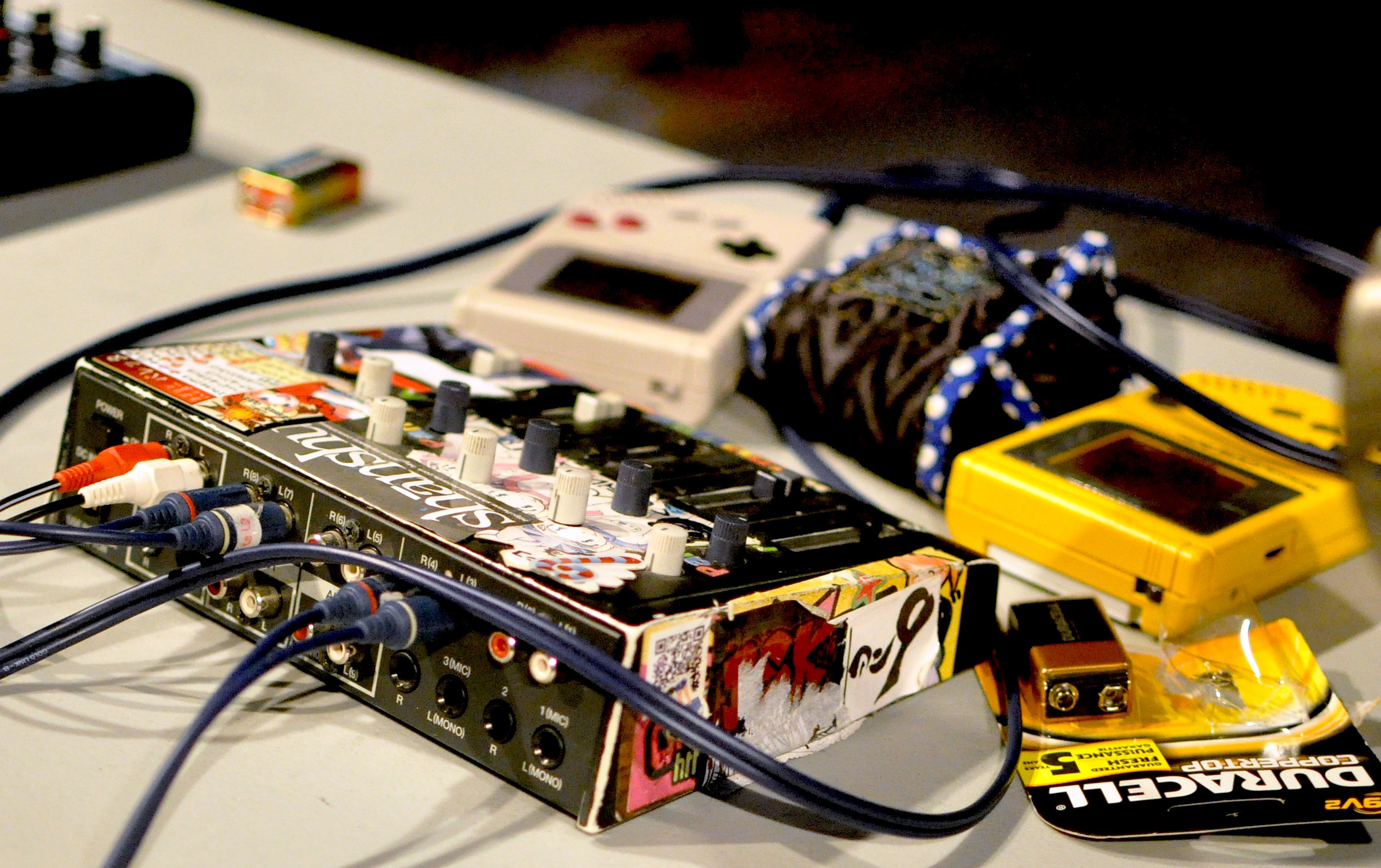
Hudebníkovo chiptune zapojení zahrnující Game Boye

Chiptune, také známý jako čipová hudba nebo 8bitová hudba, je syntetizovaná elektronická hudba většinou vytvářená zvukovými čipy historických počítačů, herních konzolí a hracích automatů, stejně jako ostatními způsoby jako třeba emulací. V raných 80. letech začal být osobní počítač méně nákladný a více dostupný než kdy dříve. To vedlo k množení zastaralých počítačů a herních konzolí, jenž byly zanechány uživateli jak upgradovali na novější stroje. Ty tak nebyly uživateli tolik žádané a navíc bylo snadné je najít, stávaly se tak snadným a dostupným prostředkem k tvorbě hudby nebo umění. Zatímco byl většinu času především undergroundovým žánrem, chiptune měl své chvíle střední popularity v 80. letech a 21. století. Chiptune ovlivnil vývoj elektronické taneční hudby.

## Přehled
V současné produkci čipové hudby se používají herní technologie, které se prodávaly od 80. až do poloviny 90. let minulého století. Mezi populární systémy patří retro počítače jako třeba NEC PC-88, Commodore 64, MSX a Amiga, a konzole jako například NES, Game Boy, a Mega Drive / Genesis. Tyto systémy se vyznačovaly posunem v technologickém vývoji videoherního zvuku do doby, kdy konzole používaly vyhrazené hardwarové podsystémy nebo zvukové čipy na vytváření zvuků.

## Historie
Nejdřívější předchůdci Chiptune se dají najít v začátcích historie počítačové hudby. V roce 1951 byly použity počítače CSIRAC a Ferranti Mark 1 k zahrání syntetizované digitální hudby před živým publikem. Jedno z prvních veřejně prodávaných alb s 8bitovou hudbou vyšlo při First Philadelphia Computer Music Festival, konaný v roce 1978 25. srpna.